# Llac Kainji

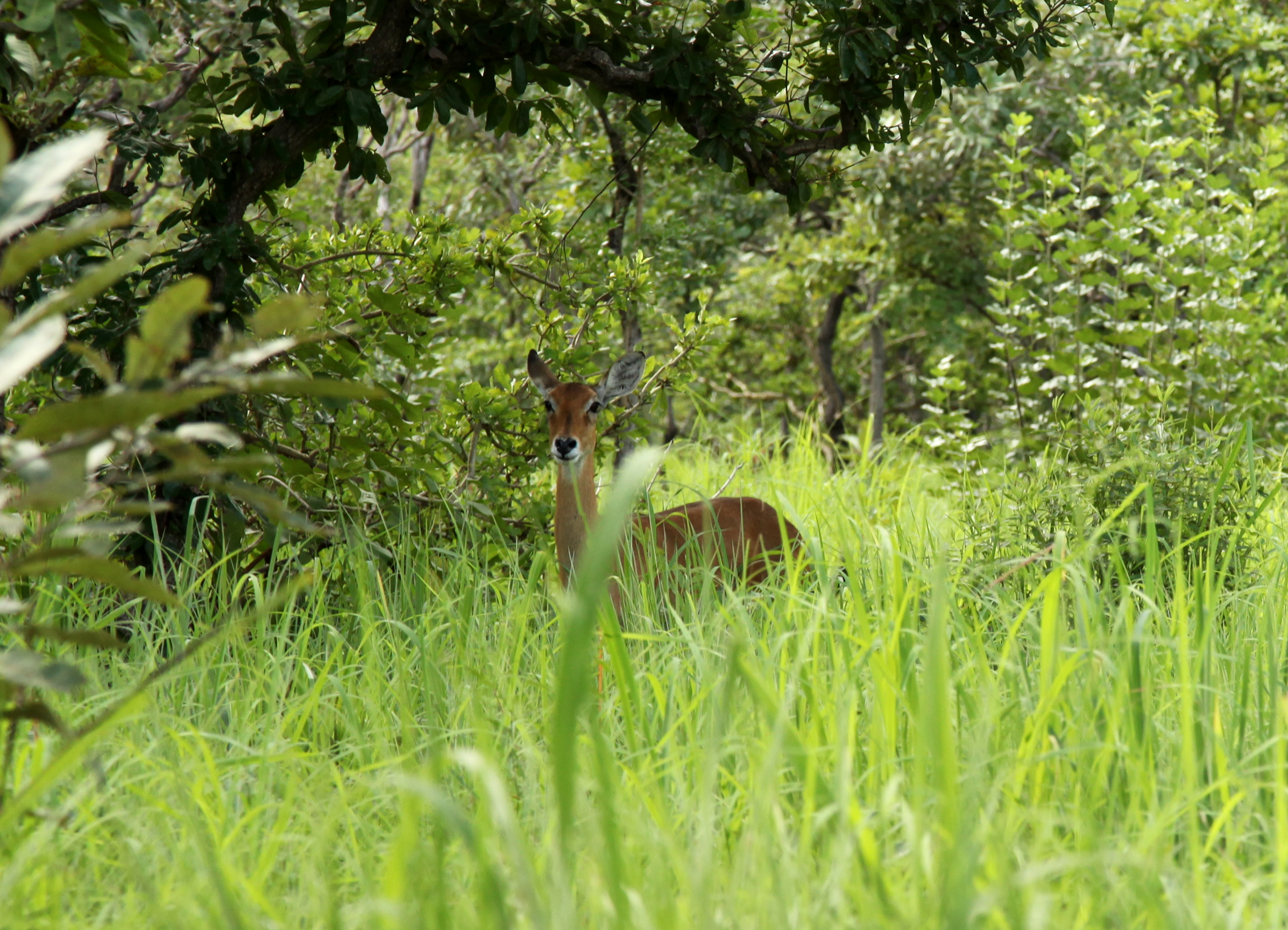
Antílop al parc nacional

El llac Kainji, a l'oest de Nigèria, és una reserva d'aigua al riu Níger produïda a partir de la presa Kainji. Es va crear l'any 1968 i forma part dels estats de Níger i Kebbi. El Parc Nacional del Llac de Kainji (KNLP) es troba al voltant del llac i és un dels parcs més antics de Nigèria, establert l'any 1976.